# Manuel de Lara Cimadevilla
Manuel de Lara Cimadevilla (Oviedo, 4 d'agost de 1940 - València, 16 d'octubre de 2001) fou un militar espanyol, que fou General Cap de la Força de Maniobra de l'Exèrcit de Terra, càrrec que ocupa el buit deixat pel Capità general de València.

## Biografia
En 1957 va ingressar com a cadet a l'Acadèmia General Militar de Saragossa. El seu primer destí va ser en el III Terç Saharià de la Legió Espanyola, després va estar a la Tercera Bandera Paracaigudista, a la Unitat d'Helicòpters II, a l'Estat Major de les FAMET i a la Divisió d'Operacions de l'Estat Major de l'Exèrcit. Vinculat a la FAMET, en 1970 va ascendir a comandant i fou nomenat director del Centre d'Ensenyament de les FAMET, cap del seu batalló d'Helicòpters i quan ascendí a coronel va substituir Alfonso Pardo de Santayana y Coloma com a cap de les FAMET. El 1996, ja general de divisió, fou nomenat cap de la Força d'Acció Ràpida de l'Exèrcit de Terra. En 1997 participà en la Ponència del Congrés dels Diputats per la professionalització de les Forces Armades.
El 30 de juny de 2000 va ascendir a tinent general i nomenat General Cap de la Força de Maniobra de l'Exèrcit de Terra en substitució de Luis Feliu Ortega. Va morir a l'Hospital Militar de València el 17 d'octubre de 2001, on s'havia sotmès a una operació quirúrgica.